# لاري جوست
لاري جوست (بالإنجليزية: Larry Jost)‏ هو مهندس الصوت أمريكي، ولد في 22 فبراير 1921 في ديترويت في الولايات المتحدة، وتوفي في 28 أكتوبر 2001 في كيلسيفيل في الولايات المتحدة.

## وصلات خارجية
- لاري جوست على موقع IMDb (الإنجليزية)
- لاري جوست على موقع قاعدة بيانات الفيلم (الإنجليزية)